# Gevork Vartanian
Gevork Andreevich Vartanian (arménien : Գևորգ Վարդանյան, russe : Гево́рк Андре́евич Вартаня́н; 17 février 1924 – 10 janvier 2012) est un officier du renseignement soviétique d'origine arménienne,.
Il était responsable, avec sa femme Gohar Vartanian, de contrecarrer l'Opération Grand Saut concoctée par Hitler. Celui-ci était une opération allemande visée à assassiner simultanément Staline, Churchill et Roosevelt pendant la Conférence de Téhéran, en 1943.

## Biographie
Vartanian est né à Nor Nakhitchevan, URSS. Ses deux parents sont d'origine arménienne. Son père était un espion soviétique envoyé en Iran, en 1930. Il y a fait un travail d'infiltration pendant 23 ans où il se faisait passer pour un riche négociant. Gevork Vartanian n'avait même pas 16 ans quand il est entré dans les services de renseignement du pays.
Le 4 février 1940, il est entré en contact avec des membres du service de renseignement à Téhéran, où il a rencontré un autre espion d'origine arménienne, Ivan Agayants. À Téhéran, en 1941, Vartanian forme un groupe prosoviétique qui a été découvert par la police iranienne. Ainsi, Vartanian a passé trois mois en prison.

### Opération Grand Saut
En 1942, Hitler a décidé de mettre en place l'Opération Grand Saut. Après mûre réflexion, Hitler a envoyé son commando personnel, Otto Skorzeny, avec six autres hommes à Téhéran pour commencer l'opération. Le plan consistait à assassiner Staline, Churchill et Roosevelt.
La première information sur cette tentative d'assassinat est venue de l'espion soviétique Nikolai Kouznetsov[réf. souhaitée]. Ce dernier avait reçu cette information d'un officier SS saoul, Ulrich von Ortel. Même si la date de l'opération était encore inconnue, le fait qu'elle aurait lieu a été confirmé. Vartanian était chargé de recruter des agents depuis 1940. En 1940 et 1941, l'équipe de Vartanian était composée de 7 officiers du renseignement qui avaient identifié plus de 400 espions allemands. Ces derniers ont tous été arrêtés par les troupes soviétiques. À l'automne 1943, Vartanian et son équipe étaient chargés d'assurer la sécurité de la conférence de Téhéran. Dans leurs efforts de déjouer le complot d'assassinat allemand, l'équipe de Vartanian a localisé six opérateurs de radio allemands, peu avant le début de la conférence du 28 novembre 1943. Les assassins allemands étaient parachutés près de la ville de Qom qui se trouve à 65 km de Téhéran. Vartanian a dit :

« Nous les avons suivis jusqu'à Téhéran, où les nazis avaient préparé une villa pour eux. Ils voyageaient à dos de chameau et avaient beaucoup d'armes sur eux. Quand nous suivions le groupe, nous avons établi qu'ils avaient déjà contacté Berlin et nous avons enregistré leur communication. Lorsque nous avons décrypté ces messages radio, nous avons appris que les Allemands s'apprêtaient à débarquer un deuxième groupe pour accomplir l'acte terroriste, soit pour l'assassinat ou l'enlèvement des chefs d'État des Alliés. Le deuxième groupe était dirigé par Skorzeny lui-même. »

Tous les membres du premier groupe ont été arrêtés par les troupes soviétiques. L'opération a déraillé et le groupe mené par Skorzeny n'est jamais allé à Téhéran,.

### Après la Seconde Guerre mondiale
Le 30 juin 1946, Vartanian s'est marié à Gohar Levonovna. En 1955, Vartanian est diplômé de l'Institut des langues étrangères d'Erevan. Il a fait de l'espionnage au Japon, Chine, Inde, France, Italie, États-Unis et Allemagne de l'Ouest pendant plus de trente ans. Ces actes lui ont valu la médaille de l'étoile d'or en 1984.
En 2003, basé sur des documents déclassifiés, Youri Lvovitch Kouznetsk a publié un livre intitulé Téhéran 43. Ce livre donne de plus amples détails sur le rôle de Vartanian à la Conférence de Téhéran. Le film soviétique, Téhéran 43, qui met en vedette l'acteur français Alain Delon, est sorti en 1981.
En 2007, Vartanian a rencontré la petite-fille de Winston Churchill qui l'a félicité pour son service rendu aux Alliés.

### Mort
Le 10 janvier 2012, Gevork Vartanian meurt à l'âge de 87 ans à l'hôpital Botkine de Moscou,,. Le premier ministre russe, Vladimir Poutine, assiste aux funérailles et rend hommage à sa veuve, Gohar.
Le président de l'Arménie, Serge Sarkissian, le premier ministre de l'Arménie, Tigran Sarkissian, et le président de la République de Nagorno-Karabakh, Bako Sahakian,, expriment aussi leurs condoléances.